# Dixon (Kalifornija)
Dixon je grad u američkoj saveznoj državi Kalifornija. Prema popisu stanovništva iz 2010. u njemu je živjelo 18,351 stanovnika.